# 胡椒海岸

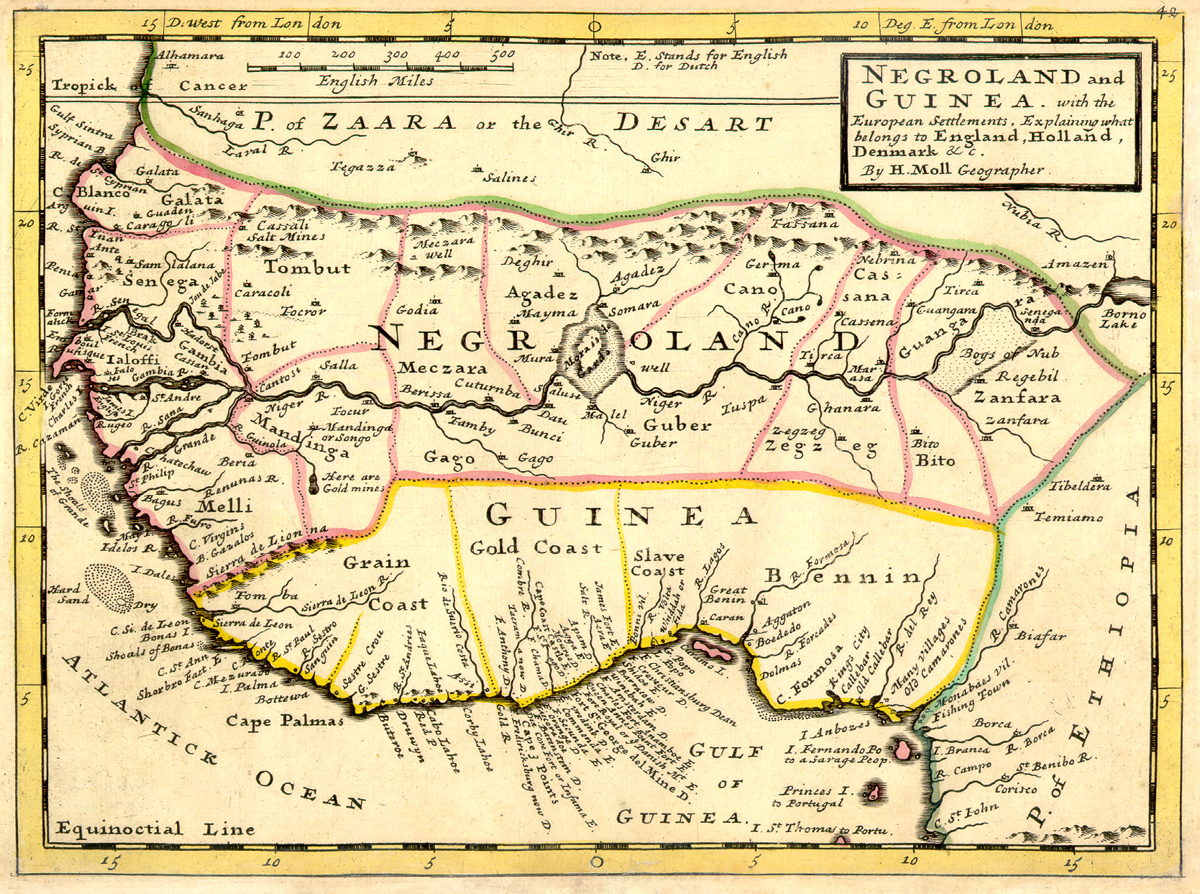
1729年の西アフリカの地図
ギニア（GUINEA,黄枠）の西端にあるGrain Coastと書かれた枠の一帯が胡椒海岸である。東隣の海域は黄金海岸、東隣内陸部はマリである。

胡椒海岸（こしょうかいがん、英語: Pepper Coast）は、西アフリカの沿岸地域の呼称である。メスラド岬とパルマス岬の間に位置しており、現在のリベリアの領土が胡椒海岸の大半を占める。穀物海岸（Grain Coast）とも呼ばれる。

## 歴史
15世紀にヨーロッパの航海者が香辛料を求め、この地に上陸した。そしてコショウによく似たギニアショウガ（メレゲッタ・コショウ）を発見し、ここを「胡椒海岸」と名づけた。